# 吉爾伯特維爾 (麻薩諸塞州)
吉爾伯特維爾（英語：Gilbertville）是位於美國麻薩諸塞州烏斯特縣的一個非建制地區。

## 地理
吉爾伯特維爾所處的海拔為高於海平面167米（即548英呎），而該地所採用的時區為UTC-5，即北美东部時區（EST）。同時該地設有夏令時間，為UTC-5調快一小時，即UTC-4（EDT）。